# Pearls of Temptation
Pearls of Temptation è un cortometraggio muto del 1915. Il nome del regista non viene riportato nei credit.

## Produzione
Il film fu prodotto dalla Balboa Amusement Producing Company.

## Distribuzione
Distribuito dalla Pathé Exchange, il film - un cortometraggio di tre bobine conosciuto anche con il titolo The Perils of Temptation - uscì nelle sale cinematografiche statunitensi l'11 ottobre 1915.